# Monika Treut

Monika Treut (2009)

Monika Treut (* 6. April 1954 in Mönchengladbach) ist eine deutsche Filmregisseurin, Filmproduzentin und Autorin, die international vor allem als Avantgardistin des New Queer Cinema Anerkennung gefunden hat.

## Biografie
Nach ihrem Abitur begann Monika Treut 1972 an der Philipps-Universität Marburg/Lahn Germanistik und Politische Wissenschaften zu studieren. Sie schloss ihr Studium 1978 mit dem Staatsexamen ab und verfasste eine Arbeit über die experimentellen Kamerahelmfilme von Margaret Raspé. Ihr frühes Interesse an Film und Video zeigte sie bereits während ihres Studiums durch die Mitarbeit an mehreren Medienzentren in Deutschland. 1979 zog sie nach Hamburg, wo sie Gründungsmitglied und Mitarbeiterin des Frauenmedienladens Bildwechsel war und mehrere kurze Videofilme herstellte. 1984 promovierte sie mit einer Dissertation über das Frauenbild in Romanen von Marquis de Sade und Leopold von Sacher-Masoch. Ihr Buch Die grausame Frau über sadistische und masochistische Phantasien wurde noch im gleichen Jahr im Verlag Stroemfeld/Roter Stern publiziert. Zusammen mit Elfi Mikesch gründete sie 1984 die Hyäne I/II-Filmproduktion.
1985 behandelte Treut in ihrem ersten Spielfilm Verführung: Die grausame Frau, den sie mit Elfi Mikesch in Co-Regie und mit Udo Kier und Mechthild Großmann in den Hauptrollen produzierte, die masochistische Imagination. In den kommenden Jahren engagierte sie sich unter anderem im Hamburger Filmbüro, arbeitete als Regieassistentin von Werner Schroeter am Düsseldorfer Schauspielhaus und realisierte als Drehbuchautorin, Produzentin und Regisseurin ihren Spielfilm Die Jungfrauenmaschine, der sich humorvoll gegen die Illusionen der deutsch-romantischen Liebe richtet und den Blick auf ein selbstbewusstes Liebesleben von Frauen in San Francisco wirft. Mit diesen beiden Filmen war Monika Treut zu einer der wegweisenden Initiatorinnen des New Queer Cinema geworden, in dem sexuelle Identitäten vielfältig aufgelöst werden.
1989 zog sie nach New York City, wo sie ihre multikulturelle Komödie My Father is Coming drehte, mit Alfred Edel in der Rolle eines liebenswerten bayrischen Spießers, der in New York sexuelle Erfahrungen mit der Performance-Künstlerin Annie Sprinkle macht. 1992 gründete Monika Treut ihre eigene Produktionsfirma Hyena Films in Hamburg. Sexuelle Grenzüberschreitungen und erotische Fantasien sind das Thema ihrer zu Klassikern gewordenen Dokumentarfilme, in deren Mittelpunkt vor allem außergewöhnliche Frauen stehen, unter anderem Annie Sprinkle, die radikale Kulturkritikerin Camille Paglia, die Schauspielerin Eva Norvind, die in New York einen berühmten SM-Salon leitete und die der Mittelpunkt der Filmbiografie Didn’t do it for Love (1997) war, oder die „Queen of Cyberspace“ Sandy Stone in der Dokumentation Gendernauts – eine Reise durch das Land der Neuen Geschlechter, in der 1999 die Transgender-Szene von San Francisco dargestellt und eine „Reise durch die Geschlechter“ unternommen wird. 20 Jahre später folgte die Fortsetzung Genderation (2020), wo sie die Protagonistinnen von damals aufsuchte und die Veränderungen und Weiterentwicklungen seitdem ergründete.
Ab 2001 verlagerte sich ihre Arbeit stärker in den politischen Bereich. In dem Dokumentarfilm Kriegerin des Lichts schildert sie das Bildungsengagement von Yvonne Bezerra de Mello für die Kinder in einer Favela von Rio de Janeiro; mit Zona Norte dokumentierte sie fünfzehn Jahre später die Entwicklung des Projekts und ehemaliger Schüler.
Seit 2004 rückte die Inselrepublik Taiwan in den Fokus ihrer Aufmerksamkeit, wobei es besonders die verschiedenen Lebensformen von Frauen sind, auf die sie sich konzentriert. Ihre Erlebnisse mit der taiwanischen Kultur verarbeitete sie 2009 in dem Spielfilm Ghosted, einer mysteriösen Liebesgeschichte, in der unterschiedliche kulturelle Bilder von Leben und Tod spannungsreich zusammengeführt werden.
Monika Treuts Filme werden weltweit auf vielen Filmfestivals gezeigt, und mehr als zwanzig Retrospektiven, von Cambridge bis Taiwan, von Helsinki bis Los Angeles, sind bisher ihrer engagierten Arbeit vor allem für das selbstbestimmte Leben von Frauen gewidmet. Ihre praktische Filmarbeit ergänzt sie durch ihre Teilnahme an internationalen Kolloquien und durch ihre pädagogische Arbeit vor allem an amerikanischen Colleges (Vassar, Hollins und Dartmouth), an Kunstinstituten wie beispielsweise am San Francisco Art Institute und an Universitäten (Bloomington, Chicago, San Diego und Cornell). An der Universität Hildesheim hat sie zwischen 2018 und 2023 für sechs Semester die Professur für Medien vertreten. Sie war stellvertretendes Mitglied beim BKM-Vergabe-Gremium für Dokumentarfilm 2020–2022. Monika Treut ist Mitglied der Deutschen Filmakademie, der Freien Akademie der Künste in Hamburg, der Arbeitsgemeinschaft Dokumentarfilm (AGDOK) und der ProQuote Film.

## Filmografie
- 1981: Wie geht das Kamel durchs Nadelöhr?
- 1983: Unknown Gender – Das dritte Geschlecht
- 1983: Bondage
- 1985: Verführung: Die grausame Frau / Seduction: The Cruel Woman
- 1988: Die Jungfrauenmaschine / Virgin Machine
- 1989: Annie
- 1991: My Father is Coming
- 1992: Max
- 1992: Dr. Paglia
- 1992: Female Misbehavior
- 1994: Let’s Talk About Sex / Erotique
- 1994: Taboo Parlour
- 1997: Didn’t do it for Love
- 1999: Gendernauts – eine Reise durch das Land der Neuen Geschlechter (Gendernauts: A Journey through shifting identities)
- 2001: Kriegerin des Lichts / Warrior of Light
- 2003: Begegnung mit Werner Schroeter / Encounter With Werner Schroeter
- 2004: Axensprung: Ein Reisetagebuch / Jumpcut: A Travel Diary
- 2005: Den Tigerfrauen wachsen Flügel / Tigerwomen Grow Wings
- 2005: Made In Taiwan
- 2009: Ghosted
- 2012: Das Rohe und das Gekochte / The Raw and the Cooked (Dokumentarfilm)
- 2014: Von Mädchen und Pferden / Of Girls and Horses
- 2016: Zona Norte
- 2021: Genderation

## Auszeichnungen (Auswahl)

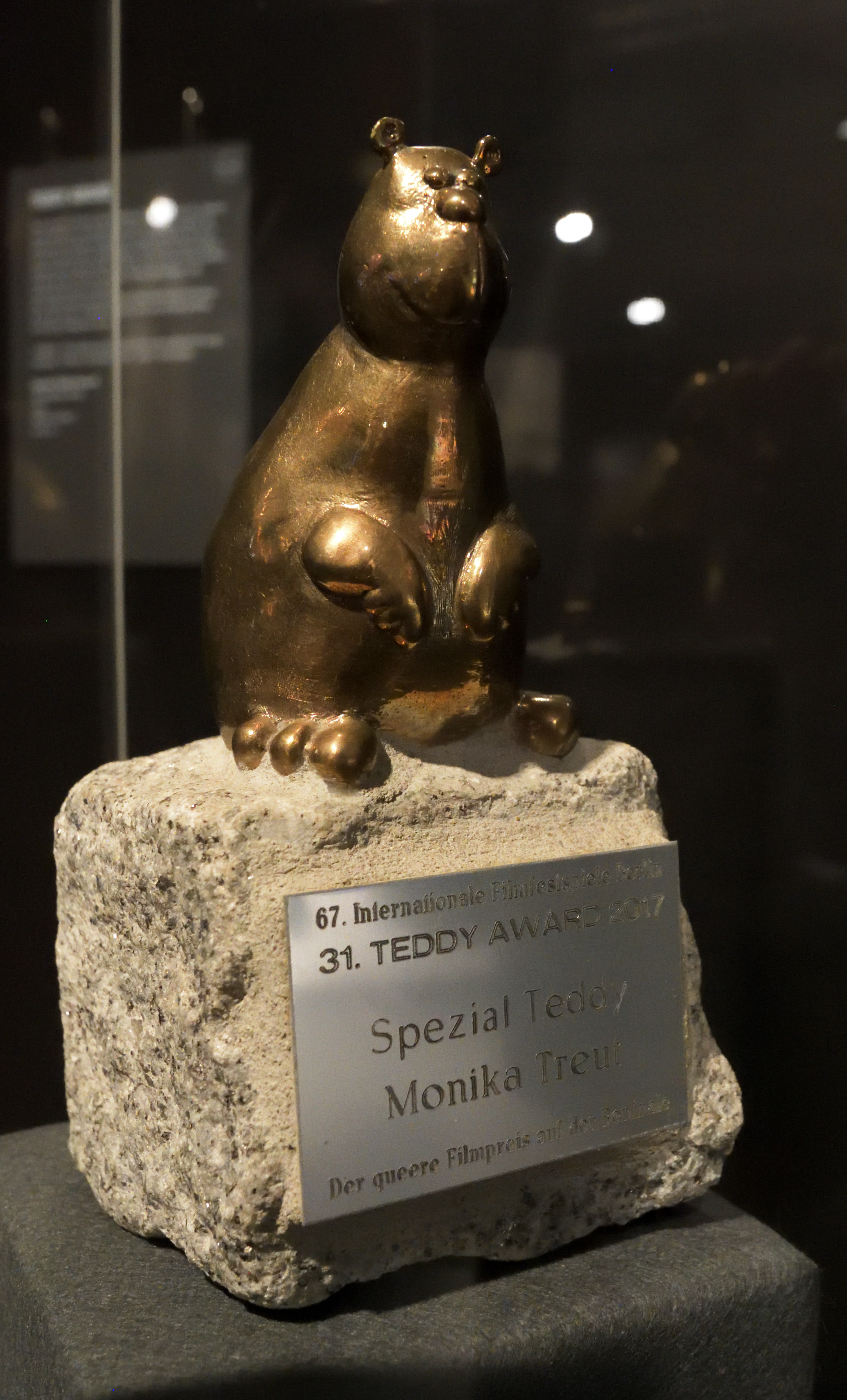
Teddy Award für Monika Treuts Lebenswerk 2017.

- 1989: Bester Spielfilm und Darstellerpreis für die Hauptdarstellerin Ina Blum beim Internationalen Filmfestival Turin für Die Jungfrauenmaschine
- 1991: Bester Spielfilm, Internationales Filmfestival Turin für My Father is Coming
- 1993: John Babuscio Award Britisches Filminstitut London für ihr Gesamtwerk
- 1999: Spezialpreis der Teddy-Jury Berlin für Gendernauts
- 2003: Publikumspreis Internationales Dokumentarfilmfestival Thessaloniki für Kriegerin des Lichts
- 2007: Bester Dokumentarfilm, San Diego Women’s Film Festival für Den Tigerfrauen wachsen Flügel
- 2009: Special Achievement Award, Gay and Lesbian Filmfestival Turin für Ghosted
- 2016: Bester Spielfilm, Equinale für Von Mädchen und Pferden
- 2017: Spezialpreis der Teddy-Jury, Internationale Filmfestspiele Berlin 2017 für ihr Lebenswerk
- 2017: Honorary Award, Tel Aviv International LGBT Filmfestival
- 2021: Panorama Publikumspreis, Berlinale, für Genderation
- 2021: Premio de Honor, Madrid, 26 LESGAICINEMAD
- 2022: SiStar Filmpreis
- 2024: Premio Nino Gennaro, Sicilia Queer Filmfest
- 2025: Helmut-Käutner-Preis

## Jury-Teilnahmen
- 1990: Canadian Film Award, Toronto International Film Festival
- 1996: Feminale Köln
- 2001: Manfred-Salzgeber-Preis, Internationale Filmfestspiele Berlin
- 2001: NDR-Jury, Nordische Filmtage Lübeck
- 2002: Feature Film Jury, Gay and Lesbian Filmfestival Turin, Italien
- 2003: Joris-Ivens-Award des Internationalen Dokumentarfilmfestivals Amsterdam
- 2003: Golden Horse Film Festival, Taipeh, Taiwan
- 2006: Femina Preis, International Film Festival Berlinale
- 2010: Montblanc Drehbuchpreis, Filmfest Hamburg
- 2014: Asterisco Film Festival, Buenos Aires
- 2016: MixCopenhagen, Dänemark
- 2017: Filmfest Hamburg, Sichtwechsel Filmpreis vom Auswärtigen Amt
- 2018: SIWFF Seoul International Women’s Film Festival
- 2021: Internationales Frauenfilmfestival Dortmund
- 2024: Queer Media Society (QMS), Filmschoolfest, Munich